# تاریخ مرو
تاریخ مَرو به پیش از میلاد مسیح می‌رسد. مرو از شهرهای باستانی آریاییان و از مراکز فرهنگی ایران بوده‌است. داریوش اول در سنگ‌نبشته بیستون مرو را مَرگَوش نامیده و با غرب اسم برده است. اما جغرافیانویسان قدیم آن را مَرْگیانا نامیده و جداگانه ذکر کرده‌اند. مرگیان یا مرو از سرزمین‌های تابع اشکانیان به‌شمار می‌آمد.
مرو در دورهٔ ساسانیان آباد بوده‌است و چنان‌که در تاریخ ثبت است یزدگرد سوم آخرین پادشاه ساسانی پس از شکست جنگ نهاوند (۲۱ هجری/۶۴۲ میلادی) به ری، اصفهان، کرمان، بلخ و سپس مرو رفت و از شاه چین و خاقان ترک کمک خواست اما چون از سوءنیت ماهوی سوری مرزبان مرو نسبت به خود آگاه شد به آسیابانی خسرونام پناه برد و او یزدگرد را به طمع لباس فاخرش کشت (۳۱ ه‍. ق. /۶۵۱ میلادی).
از آن پس سرزمین‌های شرقی ایران یکی پس از دیگری و از جمله مرو بتصرف تازیان مسلمان درآمد و سلسله‌های ایرانی یکی پس از دیگری بر این ناحیه حکومت کردند و اهمیت آن همچنان محفوظ بود.
مرو شایگان یکی از چهار شهر قدیم خراسان بود که زمانی پایتخت این استان بوده‌است سه شهر دیگر خراسان نیشابور و بلخ و هرات بود. شهر مرو بواسطهٔ نزدیکی به خوارزم و ماوراءالنهر از یک طرف و اتصال آن به سرخس و نیشابور از طرف دیگر از نظر نظامی و تجاری موقعیتی خاص داشته‌است به همین جهت در زمان ساسانیان و در دورهٔ تسلط اعراب تا زمان مأمون همیشه این شهر پایتخت خراسان بوده‌است. طاهریان مرکز خراسان را به نیشابور انتقال دادند.
سامانیان پایتخت را به بلخ و بخارا منتقل کردند ولی در دوران فرمانروائی سلجوقیان شهر مرو که در مجاورت یورت آن‌ها بوده مرکز امپراتوری بزرگ سلجوقیها گردید. در عهد سلطان سنجر مرو پایتخت خراسان بود و از معتبرترین شهرهای ایران. آبادی و اعتبار مردم آن تا آنجا بود که زمین‌داران و دهقانان آن در توانگری با امرا و ملوک اطراف دم همسری می‌زدند و مانند جرجانیهٔ خوارزم اهل فضل در آنجا گرد می‌آمدند و در مدارس و کتابخانه‌های آنجا روزها را به فراگیری دانش می‌گذراندند. این شهر در ۵۵۰ ه‍. ق. ده کتابخانهٔ بزرگ عمومی داشت که یکی از آن‌ها دوازده هزار جلد کتاب داشت. مردم مرو ایرانی و زبانشان فارسی بوده‌است.
یاقوت که مقارن حملهٔ مغول در مرو بوده‌است می‌نویسد از مرو در ۶۱۶ بیرون رفتم در حالی که در حد اعلای نیکویی بود. این شهر در حملهٔ مغول به کلی ویران شد بدین توضیح که پس از فرار سلطان محمد خوارزمشاه مجیر الملک حاکم سابق مرو به حفظ مرو در برابر مغول پرداخت و شیخ الاسلام مرو و قاضی سرخس را که قصد تسلیم شدن داشتند کشت و مغول شهر را محاصره کردند. مرو پنج روز مقاومت کرد اما سرانجام تسلیم تولی پسر چنگیز شد و وی تمام مردم شهر را امر کرد به خارج شهر بروند و خود بر کرسی زرین نشست و سران خوارزمشاهی را دستور داد گردن زدند و مردم را میان لشکریان بخش کرد و مغول همه را از زن و مرد و کودک کشتند و سپس مرو را آتش زد و تربت سنجر را سوخت و قبرها را به طمع دفینه نبش کرد و در این واقعه هفتصد هزار آدمی کشته شدند و هیچ‌کس از ساکنان آنجا باقی نماندند (۶۱۸ ه‍. ق). پیداست که پس از این ویرانی و قتل و سوختن مرو آن رونق و شکوه سابق را نتوانست بیابد خاصه با رونقی که هرات در دورهٔ تیموریان و صفویه یافته بود.
نبرد مرو در سال ۸۸۹ خورشیدی (۹۱۶ قمری) میان سپاه ازبکان به فرماندهی شیبک خان ازبک (بنیانگذار سلسله شیبانیان یا ازبکان) با سپاه قزلباش ایران به فرماندهی شاه اسماعیل یکم (بنیانگذار پادشاهی صفویان) رخ داد. در این جنگ که در نزدیکی مرو روی داد، سپاه ازبک شکست خورد و شیبک خان کشته شد. در پی این جنگ مرزهای ایران از سوی شمال خاوری به رود جیحون رسید و خراسان از دست ازبکان بیرون آمد.
در دورهٔ صفویه و افشاریه و قاجاریه گه گاه سرکشان نواحی مخصوصاً ازبکان و خانهای خیوه، مرو را مورد تاخت و تاز قرار می‌دادند چنان‌که من باب مثال در ۱۲۷۶ ه‍. ق. محمدامین‌خان والی خوارزم به حدود مرو آمده و به تعرض خراسان پرداخته است و فریدون میرزای فرمانفرما او را در سرخس شکست داده و کشته و سر او را به تهران فرستاده است. چون روز ورود سر او به تهران مصادف با روز عید بود در موقع سلام عام مژدهٔ این فتح را به ناصرالدین شاه دادند.

## جنگ مرو (دوره قاجار)
اما تعرض ترکمانان و حکام اطراف امری عادی شده بود بدین مناسبت ناصرالدین شاه در اواخر سال ۱۲۷۶ ه‍. ق. حشمت‌الدوله حمزه میرزا به همراهی میرزا قوام‌الدوله آشتیانی با چهل هزار سپاهی روانهٔ حدود مرو کرد. اما این لشکر بسبب بی‌احتیاطی و اختلافی که بین حشمت‌الدوله و قوام‌الدوله بود از ترکمانان شکست خوردند و نزدیک به دو سوم آنان کشته یا اسیر شدند و در این اوان روسها که به حدود شمال دریاچهٔ آرال و مشرق دریای خزر رسیده و به تصرف ترکستان شرقی و غربی و دره‌های سیحون و جیحون شروع کرده بودند به نواحی تحت تابعیت ایران نیز دست انداختند، از جمله خیوه را در ۱۲۷۰ و تاشکند و سمرقند و بخارا را در ۱۲۸۱ و ۱۲۸۵ اشغال کردند و با استیلای بر این نواحی به درهٔ آرال اترک و ترکمن صحرا نزدیک شدند و در ۱۲۹۸ ه‍. ق. در گوگ‌تپه ترکمانان تکه را به کلی از پای درآوردند و سرانجام در محرم ۱۲۹۹ ه‍. ق. خط مرزی کنونی بین دولت ایران و روسیه به موجب معاهده‌ای مقرر شد.